# Fretigney-et-Velloreille
Fretigney-et-Velloreille är en kommun i departementet Haute-Saône i regionen Bourgogne-Franche-Comté i östra Frankrike. Kommunen ligger i kantonen Fresne-Saint-Mamès som tillhör arrondissementet Vesoul. År 2022 hade Fretigney-et-Velloreille 751 invånare.

## Befolkningsutveckling
Antalet invånare i kommunen Fretigney-et-Velloreille
| Referens: INSEE |